# Duivekater

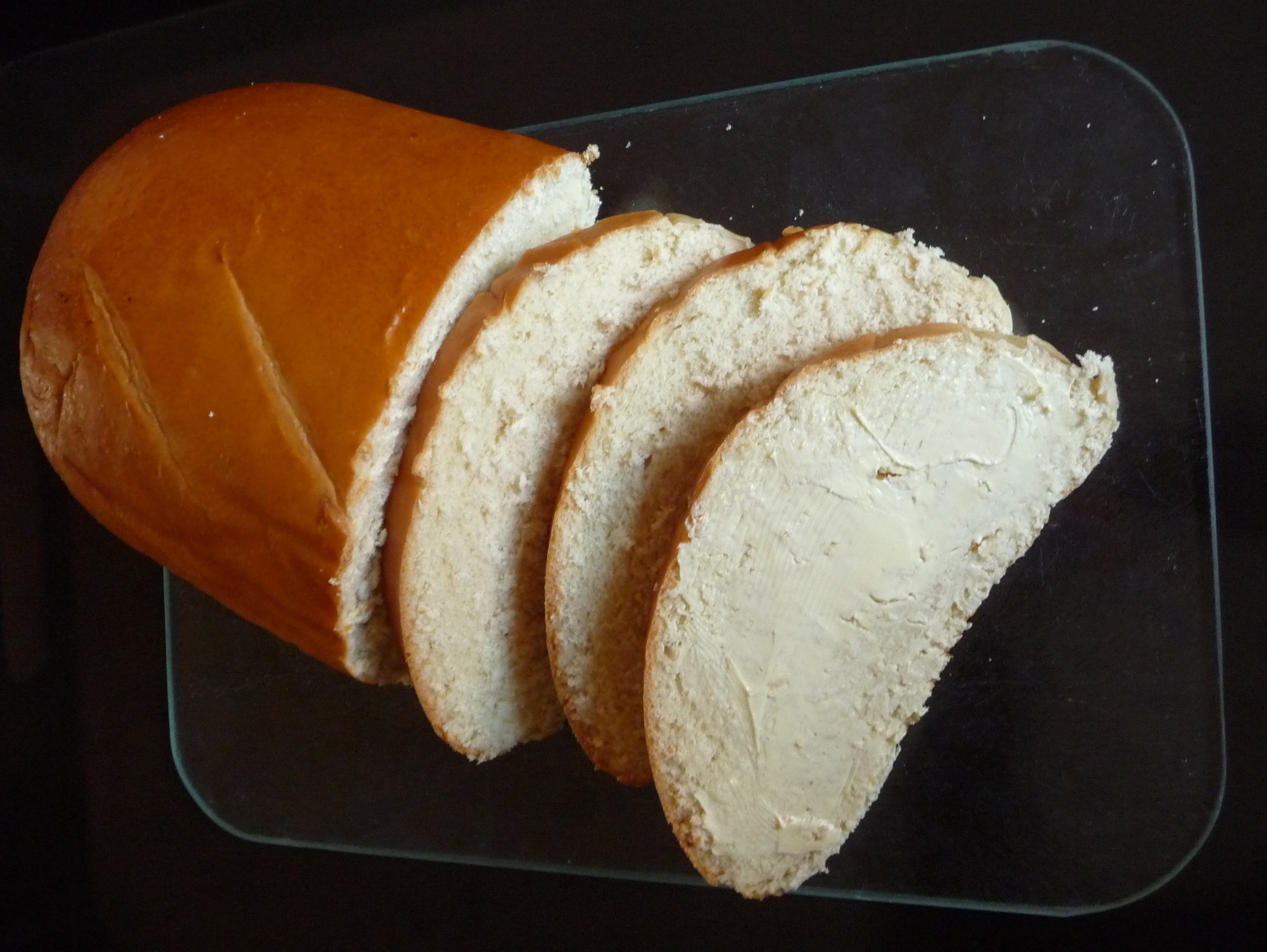
Sneetjes duivekater met roomboter

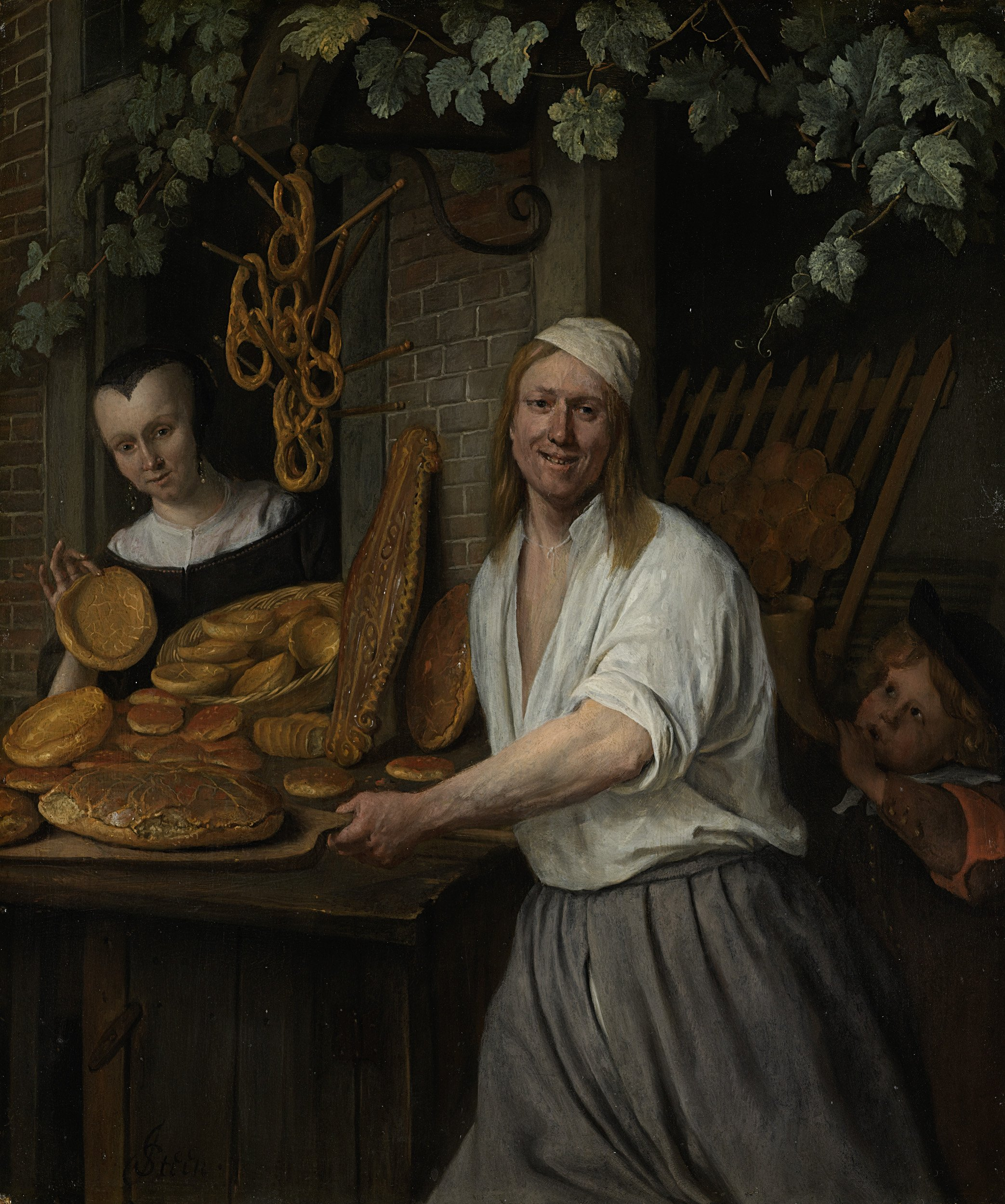
Bakker Arent Oostwaard en zijn vrouw Catharina Keizerswaard met allerlei verschillende soorten vers gebakken brood (broodjes, krakelingen, kadetten, duivekater) voor de bakkerij, 1658, Jan Steen, Rijksmuseum Amsterdam

Duivekater of deuvekater is een traditioneel kerstbrood dat ook wel rond Pasen en Pinksteren wordt gegeten. Het langgerekt ovale zoete witbrood wordt voornamelijk in de Zaanstreek en omgeving gebakken. De echte Zaanse duivekater is een zogenaamd vloerbrood, dat wil zeggen op de plaat gebakken. Het brood zou zijn naam danken aan het verjagen van de duivel door katten te offeren, in de Romeinse tijd. Op twee schilderijen van Jan Steen staat een duivekater afgebeeld.

## Samenstelling
Het recept is al vele honderden jaren relatief onveranderd gebleven en wijkt voornamelijk af van normaal vloerbrood door de bereidingswijze en de toevoeging van basterdsuiker, verwarmde roomboter, citroenschil en melk. Opvallend aan de duivekater is de zeer dunne, zachte korst, die de indruk wekt dat het deeg na een relatief lange voorrijs op hoge temperatuur wordt afgebakken. Menig bakker beroept zich erop het originele recept in handen te hebben, maar de historie van de duivekater is dermate oud dat dit recept of de originele grondstoffen niet meer voorhanden zijn. In het bakkerijmuseum 'In de Gecroonde Duyvekater' op de Zaanse Schans worden duivekaters van twee verschillende Zaanse bakkers verkocht, elk volgens eigen recept.  